# Pècari del Chaco
El pècari del Chaco (Catagonus wagneri) és una espècie de pècari que viu a l'hàbitat sec d'arbustars, o chaco, del Paraguai, Bolívia i l'Argentina. N'hi ha gairebé 3.000 en llibertat. Es creu que és el parent vivent més proper del gènere extint Platygonus. Es tracta de l'única espècie del gènere Catagonus.
El pècari del Chaco té la distinció inusual d'haver estat descrit originalment el 1930 basant-se en fòssils i al principi es cregué que era una espècie extinta. El 1975 es descobrí que l'animal encara estava viu i prosperava a la regió paraguaiana del Chaco. Els pobles nadius coneixien bé l'animal, però els científics trigaren un cert temps a redescobrir-ne l'existència. Localment se'l coneix com a tagua.